# Euscelidia bequaerti
Euscelidia bequaerti là một loài ruồi trong họ Asilidae. Euscelidia bequaerti được Janssens miêu tả năm 1957. Loài này phân bố ở vùng nhiệt đới châu Phi.